# Comolia anomala
Comolia anomala är en tvåhjärtbladig växtart som beskrevs av Henri François Pittier. Comolia anomala ingår i släktet Comolia och familjen Melastomataceae. Inga underarter finns listade i Catalogue of Life.